# Миленијум (албум)
Миленијум је осми албум Индире Радић. Издала га је 2000. године, после двогодишње паузе. Радићева је четврти пут променила издавача, те је Миленијум изашао за Гранд продукцију. Хит–песма са албума је била Попиј једну.

## Песме
На албуму се налазе следеће песме: